# Menipea integra
Menipea integra är en mossdjursart som beskrevs av Ortmann 1890. Menipea integra ingår i släktet Menipea och familjen Candidae. Inga underarter finns listade i Catalogue of Life.